# X-Men: Mutant Academy
X-Men: Mutant Academy est un jeu vidéo de combat développé par Paradox Development et publié par Activision en 2000. Le jeu utilise comme univers le comics américain X-Men. Le jeu a une suite, appelée X-Men: Mutant Academy 2.

## Système de jeu
Dix personnages sont présents, parmi lesquels les six de départ que sont Cyclope, Wolverine, Gambit, Tornade, Fauve, et Jean Grey. Crapaud, Mystique, Dents-de-sabre, et Magnéto sont à débloquer.
Cinq modes de jeux sont disponibles : arcade, versus, survival, options, et cerebro. Ce dernier permet de visionner toutes les cinématiques, artworks et images débloquées au cours du jeu.
En dehors des classiques coups de pied et coups de poing, il est possible de réaliser des projections, des combos et d'utiliser des coups impliquant les super-pouvoirs des personnages. Les coups peuvent être parés, et il est possible de réaliser des contres.
Les personnages peuvent, à un certain niveau, se régénérer et récupérer une partie de leur vie durant les combats, mais cela ne dure que jusqu'à ce que la barre d'un des deux combattants soit vide, auquel cas ce dernier est déclaré perdant.

## Développement
Initialement sa sortie devait être réservée à la Nintendo 64 et à la Game Boy Color, mais la Nintendo 64 fut annulée en raison d'un différend entre le fabricant Nintendo et le développeur Paradox concernant les royalties.

## Accueil
- Gamekult : 6/10 (PS)[1]
- GameSpot : 6,4/10 (PS)[2] - 2,4/10 (GBC)[3]
- IGN : 8/10 (PS)[4] - 3/10 (GBC)[5]
- Jeuxvideo.com : 12/20 (PS)[6] - 13/20 (GBC)[7]